# Felix Riemkasten
Felix Riemkasten (* 8. Januar 1894 in Potsdam, Brandenburg; † 6. Oktober 1969 in Friedenweiler, Baden-Württemberg) war ein deutscher Schriftsteller, Esoteriker, Neugeistler und Yogalehrer.

## Leben
Riemkasten wurde am 8. Januar 1894 in Potsdam geboren. Der Handwerkersohn studierte an der Berliner Universität Volkswirtschaft und Philosophie. Von 1919 bis 1931 war er Beamter für den Freistaat Braunschweig und musste im Zusammenhang mit den Maßnahmen der ersten Landesregierung Deutschlands unter NSDAP-Beteiligung als Beamter ausscheiden. Ab 1932 war er in Berlin-Zehlendorf als freier Schriftsteller tätig. Wegen des Luftkriegs über Berlin und der Überwachung durch die Gestapo ging Riemkasten nach Sachsen. Bei Bad Säckingen lebte er bis nach Kriegsende auf einem Bauernhof. Später zog er nach Reutlingen, von wo aus er am 10. September 1953 in Stuttgart-Degerloch die erste deutsche Hatha-Yoga-Schule eröffnete. Diese verlegte er schließlich nach Friedenweiler, wo er sie bis zu seinem Tod im Alter von 75 Jahren führte.

## Werk
Riemkasten veröffentlichte ab 1920 Bücher, wobei er auch auf den Spuren von Christian Morgensterns literarischer Figur „Palmström“ wandelte. Im Jahr 1930 wurde sein Roman „Der Bonze“ ein Erfolg und erlebte mehrere Auflagen. Riemkasten, der als Beamter der braunschweigischen Landesregierung als Insider der lokalen politischen Szene galt, hatte in der Hauptfigur des Romans namens Karl Könnemann unverkennbar den Landesminister Otto Grotewohl beschrieben. Auch in seinen ab 1930 erschienenen Büchern „Genossen“ und „Ist die Linke wirklich noch das Rechte?“ rechnete er mit der parlamentarischen Demokratie ab, ohne die NSDAP ausdrücklich als Alternative zu den demokratischen Parteien zu nennen. In dem vor allem von der SPD vertretenen demokratischen Sozialismus sah er eine Ideologie, die den einfachen Arbeiter und Angestellten nur ruhig stelle. Für Armin Mohler war Riemkasten ein „deutscher Sozialist“ und Vertreter der Konservativen Revolution. Jürgen C. Thöming vermutet, dass Riemkasten sich als „einen Kritiker im Sinne eines innersozialdemokratischen Satirikers“ gesehen haben mag, der mangels einer „angebbaren Perspektive“ jedoch über einen „bewährten Erzählerhumor“ nicht hinauskam. Der Brunnen-Verlag, in dem seine Bücher nun erschienen, vertrat auch andere Autoren der konservativen Revolution und wurde ab 1931 von dem überzeugten Nationalsozialisten Willi Bischoff geleitet. Das Munzinger-Archiv schreibt allerdings „Mit den Nationalsozialisten verstand es der stark sozial eingestellte Autor nicht besser“.
Nach 1933 schrieb Riemkasten überwiegend Bücher, die man heute als Ratgeber (Skifahren, Photographieren) charakterisieren würde, sowie unpolitische Jugendbücher und humoristische Feuilletons. Er publizierte in der Zeitschrift Die Jugend und zwischen 1936 und 1943 im Simplicissimus. Seine nach 1945 publizierten Werke beschäftigten sich ausschließlich mit Yoga, Meditation, Atemtechnik und Esoterik.

## Schriften (Auswahl)
- Stehkragenproletarier. Roman, Leipzig: Gerstenberg 1920
- Das neue Volk. Roman, Leipzig: Gerstenberg 1920
- Des Seiens Knörkel. Palmström filius. Gedichte, Berlin: Delta-Verlag 1922
- Der Schwung hinüber. Berlin: Widder-Verlag 1922
- Alle Tage Gloria. Geschichten von unserer Tochter Mananne. Brunnen-Verlag K. Winckler, Berlin 1927
- Der Bonze. Brunnen-Verlag Karl Winckler, Berlin 1930
- Genossen. Brunnen-Verlag Karl Winckler, Berlin 1931
- Ist die Linke wirklich noch das Rechte?. Brunnen-Verlag, Berlin 1931
- Der Götze. Brunnen-Verlag, Berlin 1932
- Skilauf, mit Lachen leicht zu lernen. Schon wieder ein Skilehrbuch, aber diesmal anders als die anderen, in einträchtiger Gemeinschaft verfasst von Felix Riemkasten und Rudolf Leutelt. Bruckmann, München 1933
- Weggetreten. Brunnen-Verlag, Berlin 1934
- Der Bund der Gerechten. Zinnen-Verlag, Leipzig 1935
- Wir bauen uns ein Haus, juchhei! Mit 23 Bildern von Karl Arnold, Brunnen-Verlag Willi Bischoff, Berlin 1935
- Petereit. Des deutschen Spießers Bilderbuch. Mit Bildern von Karl Arnold. Brunnen Verlag Willi Bischoff, Berlin 1935
- Photographieren mit Lachen leicht zu lernen. Bruckmann, München 1937
- Ali – der Kater. Illustriert von Olaf Gulbransson. Quelle & Meyer, Leipzig 1938
- Des Gartens große Last wie Lust. Illustriert von Herbert Ortel. Wigankow, Berlin 1939
- Ein Mann ohne Aufsicht. Erich Schmidt, Berlin 1940
- Mit Lachen geht's leichter. Heitere Lebensweisheiten. E. Huyke, Leipzig 1941
- Solche und Solche. Typen aus der Nazizeit. Schauenburg, Lahr 1947
- Das vierte Leben, der Mensch und sein Auftrag. Rascher, Zürich 1949
- Yoga für Sie. Lehrbuch zur praktischen Ausübung des Hatha Yoga.  Schwab, Lebensweiser-Edition, Büdingen-Gettenbach 1957
- Heilung durch den Geist. Nicht Wunder, sondern Gesetzmässigkeit. Schikowski, Berlin 1959
- Gespenster in Ebensbach. Cecilie Dressler, Berlin 1961
- Das Atembuch. Der Atem, wie er heilt und hilft. Systematische Lehre über Atmen, leichte Gymnastik, Entspannen und Meditation. Schwab, Lebensweiser-Edition, 1967
- Einkehr in die heilende Stille. Tiefenentspannung als körperliches und seelisches Heilmittel. Bauer, Freiburg im Breisgau 1962, 14. Auflage ISBN 978-3-7626-0082-4